# Pēteris Irklis
Pēteris Irklis (ros. Пётр Андреевич Ирклис, ur. 15 stycznia 1887 w Rydze, zm. 9 września 1937 w Leningradzie) – radziecki działacz partyjny.

## Życiorys
W 1905 wstąpił do SDPRR, a w 1918 do Armii Czerwonej, po zajęciu Łotwy przez Armię Czerwoną był funkcjonariuszem partyjnym, po wyjeździe z Łotwy został przewodniczącym Komitetu Wykonawczego Łuskiej Rady Powiatowej i sekretarzem odpowiedzialnym Łuskiego Komitetu Powiatowego RKP(b). W latach 1927–1929 był sekretarzem odpowiedzialnym Leningradzkiego Komitetu Okręgowego WKP(b), od września 1929 sekretarzem odpowiedzialnym centralno-miejskiego rejonowego komitetu WKP(b) w Leningradzie, a od 1930 do grudnia 1931 kierownikiem wydziału Leningradzkiego Komitetu Obwodowego WKP(b). Od 13 grudnia 1931 do stycznia 1934 był sekretarzem, od lutego 1934 do października 1935 III sekretarzem Leningradzkiego Komitetu Obwodowego WKP(b), a od 21 sierpnia 1935 do lipca 1937 I sekretarzem Karelskiego Komitetu Obwodowego WKP(b).
21 lipca 1937 został aresztowany podczas wielkiej czystki, następnie skazany na śmierć i rozstrzelany. W 1956 pośmiertnie zrehabilitowany.